# Каранино (Ніколаєвський район)
Каранино (рос. Каранино) — село в Ніколаєвському районі Ульяновської області Російської Федерації.
Населення становить 61 особу. Входить до складу муніципального утворення Головинське сільське поселення.

## Історія
Від 2004 року входить до складу муніципального утворення Головинське сільське поселення.

## Населення
| 2010 |
| ---- |
| 61   |